# Костянтин III Ліхуд
Костянтин III Ліхуд — Константинопольський Патріарх з лютого 1059 до 2 серпня 1063 року, вчений і літератор.

## Біографія
Народився в кінці X ст. у Візантії, в аристократичній родині.
Був одним з найосвіченіших людей свого часу, досконало володів риторикою, добре знав право і філософію.
До свого патріаршества мав титули протопроедра і протовестіарія, фактично був «першим міністром» за царювання імператора Костянтина IX Мономаха, але в 1050 році потрапив в опалу і був відправлений у відставку. Коли на престол вступив імператор Ісаак I Комнін (1057–1059) Ліхуд знову зайняв становище глави уряду при дворі, а пізніше був зведений імператором на патріаршу кафедру за рішенням собору архієреїв. Обрання Костянтина Ліхуда було зі співчуттям зустрінуте народом, хоча зведення в патріарший сан з мирян було досить рідкісним випадком для Візантії. Як патріарх Ліхуд мав величезний моральний вплив на народ, славився своєю добротою і доступністю, співчуттям і милостями до потребуючих. У той же час, він був красномовним проповідником, тонким знавцем цивільного і церковного права.
До кінця життя залишався душею і головою наукового гуртка однодумців, в який входили, в тому числі, Іоанн Ксифілін, Іоанн Мавропод і його учень Михайло Пселл, який стараннями Костянтина Ліхуда був наближений до двору.